# Passaport fitosanitari
El passaport fitosanitari és un document que necessita un determinat material vegetal per circular dintre dels països de la UE, aquest passaport que els acompanya indica que han estat cultivats o manipulats per una empresa registrada, sotmesa a un control fitosanitari, i com a conseqüència, es troben lliures d'organismes de quarantena.
Existeixen diversos models de passaport fitosanitari segons les comunitats autònomes espanyoles.
El passaport fitosanitari comunitari de la Unió Europea consisteix en una etiqueta i un document d'acompanyament, que han de portar determinats vegetals i productos vegetals per a poder circular dins l'espai sense fronteres de la Unió Europea, i que serveixen com garantia que aquests productes han estat produïts per entitats inscrites en el corresponent Registre Oficial i sotmeses als pertinents controls i/o tractaments fitosanitaris.
La Directiva 2000/29/CE del Consell d'Europa, de 8 de maig de 2000, relativa a les mesures de protecció contra la introducció en la Comunitat Europea d'organismes nocius per als vegetals o productes vegetals i contra la seva propagació a l'interior de la Comunitat, inclou a l'Annex V, els vegetals, productes vegetals i altres objectes, que pel fet de ser portadors de determinats organismes nocius, han d'anar acompanyats d'un Passaport Fitosanitari, o bé per a tot el territori de la Comunitat o bé per a determinades zones protegides.